# ウィリアム・ロビンソン・ブラウン
ウィリアム・ロビンソン・ブラウン（英: William Robinson Brown、1875年1月17日 - 1955年8月4日）は、アメリカ合衆国ニューハンプシャー州バーリン市にあったブラウン・カンパニーの会社経営者である。馬のブリーダーとしても有名であり、メインズボロ・スタッドの設立者かつ所有者であり、アラブ種馬の権威だった。
マサチューセッツ州のウィリアムズ大学を卒業した後、当時はバーリン・ミルズ社と呼ばれた一家の会社に入り、木材部門マネジャーになり、会社の山林と伐採を監督した。持続可能な森林管理を早くから提唱した者であり、1909年から1952年までニューハンプシャー州林業委員会の委員を務め、林業関連組織幾つかの理事も務めた。林業委員会の議長として、第一次世界大戦のときは戦争遂行を支援するために製材機をヨーロッパに送った。進歩主義運動の影響を受けて、現代の労働者災害補償保険法成立以前に会社が負傷した労働者の面倒を見るなど、従業員の福祉を制度化した。共和党員として、1924年にはニューハンプシャー州の大統領選挙人を務めた。
ブラウンは1912年に、アメリカでは著名なアラブ種馬のブリーダー数人から純血種を得てメインズボロ・スタッドを設立した。他にも海外に目を向けて、特にイギリスのクラベット・アラビアン・スタッドから馬を探し、イングランド、フランス、エジプトからアラブ種馬を輸入した。その最盛期にはアメリカ国内では最大のアラブ種馬育種を行っていた。1929年、『砂漠の馬』を著しており、これは現在でもアラブ種馬に関する権威ある作品だと見なされている。1918年から1939年までアメリカ・アラブ種馬クラブの会長を務めた。ブラウンは交代馬エージェントであり、アメリカ陸軍交代馬サービスがアラブ種馬を使うことを促進することに特別の興味を持っていた。アラブ種馬の能力を証明するために300マイル (480 km) までの耐久レースを組織して参加し、持ち馬が3度優勝して、アメリカ交代馬サービスカップを持ち帰った。この成果は、ジョッキー・クラブがアメリカ陸軍に5万ドルを寄付してサラブレッド種馬を買わせたときでも、アラブ種馬には勝てなかったことで得られた。ブラウンの馬ブリーダーとしての遺産は重要である。今日、「CMK」という言葉は「クラベット、メインズボロ、ケロッグ」を意味し、「国内」すなわち「アメリカ育成」のアラブ種馬の血統に対する印であり、その多くがブラウンの育種計画の中から出た子孫である。2012年、バーリン市・コーアス郡歴史協会がスタッド設立から100周年を祝った。
ブラウン家は世界恐慌の時代に、ブラウン・カンパニーの経営を維持するために個人資産を売却した。その中には1933年にアラブ種馬の群れを処分したことも含まれていたが、会社は1934年に管財人の管理下に入った。ブラウンは、会社が1941年に2回目の破産を申請したときまで製材部門の管理に留まっていた。ブラウンは1943年に会社を退職し、1955年に癌で死んだ。著作『我々の森林遺産』が死後出版され、林業に関する革新手段が林業の標準になった。

## 個人的経歴
ウィリアム・ロビンソン・ブラウンは1875年にメイン州ポートランドで生まれた。父はウィリアム・ウェントワース・ブラウン、母はエミリー・ジェンキンスだった 。この夫婦に生まれた3人の息子の一番下だった。兄弟は全て熱心な馬の飼育者だった。異腹の弟2人もいた。フィリップス・アカデミー・アンドーバー校、その後はウィリアムズ大学に通い、1897年に卒業した。カッパ・アルファ友愛会の会員となり、ウィリアム大学のときはフットボールと野球チームの監督も行った。1915年、ジョン・B・ゴードンの娘、ヒルドレス・バートン・スミスと結婚した。ゴードンは元ジョージア州知事、アメリカ合衆国上院議員、アメリカ連合国の将軍だった。ブラウン夫妻には、フィールディング、ニューウェル、ブレントン、ナンシー、フランシスの5人の子供が生まれた。ブラウンは1946年までニューハンプシャー州バーリンで暮らし、その後はダブリンに移った。長く病気を患った後に、1955年8月4日に癌で死んだ。ダブリン墓地に埋葬された。妻と5人の成長した子供が残り、さらには15人の孫が生まれた。
ブラウン家はウィリアムズ大学との関係が強かった。ブラウンと2人の兄ハーバートとオートンもウィリアムズ大学で学び、息子のフィールディングやブレントンも同様だった。フィールディングはプリンストン大学で修士号も取得し、物理学教授チャールズ・L・マクミランが画家と彫刻家になるために辞職する前にウィリアムズ大学に戻った。娘のフランシスはノーベル物理学賞を受賞した物理学者チャールズ・H・タウンズと結婚し、『科学者の妻の災難』と題する自叙伝を著した。ニューウェルはプリンストン大学を卒業し、ドワイト・D・アイゼンハワー大統領の政権ではアメリカ合衆国労働省の賃金・時間管理官を務めた。ブラウンは政治的には共和党を支持し、1924年にはニューハンプシャー州の大統領選挙人を務め、カルビン・クーリッジに投票した。

## ブラウン・カンパニー

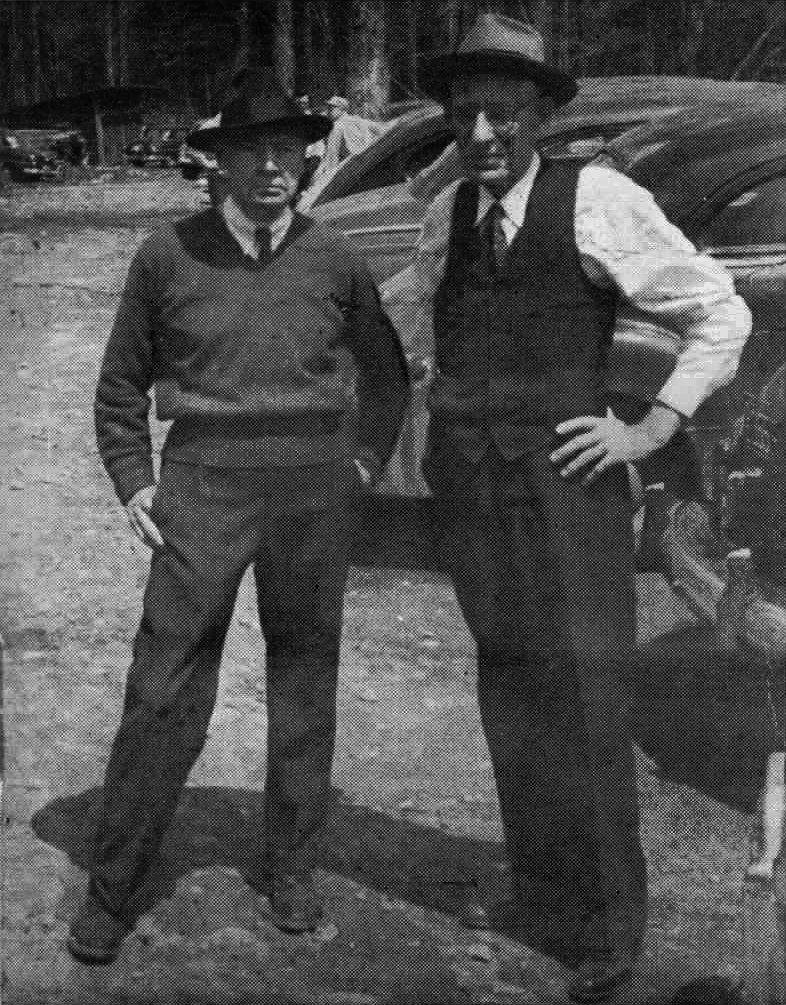
ブラウン（左）はブラウン・カンパニーの製材部門を40年以上監督した

H・ウィンスロー&カンパニー、後のバーリン・ミルズ社は1853年頃に設立され、ブラウンの父が1868年に株の一部を購入した。1881年、会社は製材業からパルプ製紙行に拡大した。ブラウンの父は1888年までに会社の支配権を獲得し、1907年には上の二人の息子と共に全所有権を得た。会社名は1917年にブラウン・カンパニーに変えた。折から第一次世界大戦の最中であり、紛争相手国ドイツを想起させる「バーリン」（ベルリン）を外した。
ブラウンは大学を卒業した1897年に会社の経営に加わった。その父は「ネズミを捕まえられない子供は欲しくない」と宣言し、ブラウンには家族の支援無しに仕事を見つけさせた。その結果、メイン州ポートランド市で会社の材木を売ることから仕事を始め、週給9ドルで働いた。その後は昇進してバーリンに戻り、2回目の昇進で製材所の夜間監督になった。この地位にあるときに、冬に蒸気排気を使って池を温め、解凍して木材を洗い、材木生産速度を上げる方法を開発した。次に昼間の監督に昇進し、1900年9月8日には、11時間シフトで「ワン・ヘッド・リグ」の労働者仲間により木材を切断して221,319ボードフィート (522 m3) を製材するという世界記録を打ち立てることに成功し、その記録は85年間破られなかった。この出来事のあと、「父に子供たちの一人として資格を貰った」と宣言した。この記録を出した日には町に居なかった父は、その結果を調べ、実際に得意先に出荷された木材の量を質問し、「うん、それならいい」とコメントした。1902年、父はブラウンを製材部門の総合マネジャーに昇進させた。ブラウンは会社の役員となり、1943年まで製材部門の支配人として、会社の山林を監督した。ブラウンが会社に入ったとき、会社は40万エーカー (1,600 km2) の土地を持っていた。その最盛期には会社が所有しブラウンが監督する土地は375万エーカー (15,200 km2) となり、伐採場が40か所、内陸輸送船は30隻以上あった。木こりは材木の運び出しのための馬を少なくとも2,500頭持っていた。会社は鉄道を所有し、貨車は800両以上あった。
ブラウン家は後に「進歩的で...時代の先端を行く」と表現され、木材生産について革新的アイディアや科学的な森林管理法を持っていた。ブラウンが在職した間に、森林管理に関する近代的手法を始めた会社の1つとなり、将来の産業利用のために森林を保護する試みも始めた。ブラウンは特に移動式鋸によって生じる損傷に批判的だった。ブラウンは当時のパルプ工場が地元で伐れる材木に依存することを理解し、この産業にとって持続可能な方法が重要であるという結論を出した。アメリカ合衆国林野庁から採用した会社の森林監督官オースティン・キャリーが提唱する持続可能な森林管理法を実行した。1919年、カプサプティック湖の北岸で苗木育苗圃を作り、持続する生産技術を研究し、その最盛期には国内最大の育苗圃となった。森林管理におけるその革新的方法は林業の標準になった。プリマス州立カレッジの研究者が「ブラウン・カンパニーを科学的研究開発の資源として国際的に傑出した存在にした」と結論付けた。
ブラウンはその事業に適用されるものとして進歩主義運動の影響を受けた。労働者には水準以上の賃金を支払い、安全確保計画を作り、キャンプでは木こりのために医者を雇い、現代の労働者災害補償保険法成立以前に会社が負傷した労働者の治療費用をみた。労働者のキャンプでは、カードゲームを禁止し、木こりたちにシャワーを使うことを求めて条件の改善を試みもしたが、それら特定の改革は「うまく受け入れられなかった」とされる。ブラウン家はバーリン市にかなりの関わり方をしていた。家族の様々なメンバーが公立の幼稚園を始め、ジム、水泳プール、ボウリング場のあるクラブを建設し、病人にはスープを与え、地元の子供たちにはクリスマス・プレゼントを贈った。ブラウン自身は1901年に設立したニューハンプシャー州森林保護のための協会、1910年に設立した防火組織のニューハンプシャー州山林所有者協会、メイン州やバーモント州における同様な防火組織など、多くの公的および事業に関わる自助団体の設立に寄与した。一連の山火事見張り所を設置したのは恐らく国内でも初のことであり、1917年までに山火事保険会社の設立に貢献した。1909年、ニューハンプシャー州林野庁の設立を規定する法の起草に貢献した後、ニューハンプシャー州林業委員会の委員になった。1910年から1952年までその委員長を務め、州の林業手法や法の形成に少なからぬ役割を果たした。ブラウンはまた、アメリカ林業協会やアメリカ林業家協会、カナダパルプ製紙業協会、林業研究委員会など業界団体の理事も務めた。1926年にローマで開催された第1回世界林業会議ではアメリカ合衆国の代表になった。
第一次世界大戦中、ニューイングランド林業委員会の委員長という職にあったブラウンは、軍需産業委員会とともに10台の製材機を海外に送った。この機械はスコットランドに送られ、イギリスの木材需要に合わせられた。フランスでの戦争遂行のために毎月7,300万ボードフィート (173,000 m3) 以上を製材する必要があり、ブラウンはそこでの製材作業を監督する大手として注文を受けたが、ブラウンはこのとき片目の視力を失いかけていたために、フランスでの奉仕が出来なかった。
世界恐慌がブラウン・カンパニーに大きな影響を与えた。当時のバーリン市は人口約2万人であり、大半はブラウン社で働くか、その従業員の家族にサービスを提供していた。ブラウン家は1920年代に事業拡大のために多額の借金をしており、その従業員に言わせれば、「無頓着に過剰な楽観主義になっていた」とされている。一家の縁故主義も欠点になっていた。この会社の製品に対する需要が減り、運転資金を得るために短期ローンを借りることを強いられ、1931年までに国際的な金融情勢が、会社の債券の価値を大きく下げることになった。その結果、1931年から1932年の冬に、ブラウン・カンパニーは製材業のために必要な資金を取得できなくなった。毎冬材木の切り出しのために通常4,000人ないし5,000人の木こりを雇用する必要があった。ブラウン家のメンバーは会社の支払い能力を保つために個人資産を売却した。ブラウンはそのアラブ種馬の群れ全体を手放した。1933年、バーリン市およびニューハンプシャー州と協業的資金計画を交渉し、州議会に批准されたうえで、製材作業の資金を手当てし、バーリン住民の雇用を維持した。それでも会社は1934年に管財人の監督下に入り、1935年に破産を宣告された。裁判所が指名した経営者が入ったが、ブラウンは製材部門の長であり続けた。ブラウントのバーリン市との合意は1941年まで継続したが、この年、会社は再度破産を宣告された。最終的にブラウン家は会社の取締役会で重要な役割を持たなくなり、外部投資家に売却された。ブラウンは公式には1943年に会社を退職したが、兄のオートン・ビショップは1960年まで取締役会に留まっていた。

## アラブ種馬のブリーダー

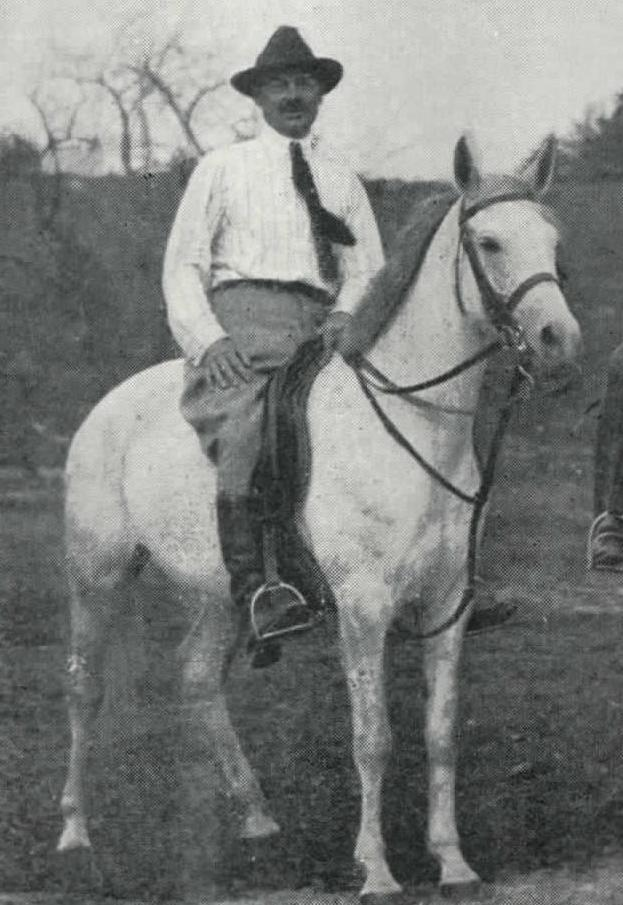
アラブ種馬に跨ったブラウン、1919年

ブラウンは1910年に最初のアラブ種馬を購入し、1912年にバーリン近くにメインズボロ・スタッドを設立した。この農園は地域で初めにあった開拓地メインズボロに因んだ命名であり、グレート・ノース・リージョンとも呼ばれるホワイト山地に位置していた。主たる種馬の厩舎は最初の場所からは移されたが、バーリン市とコーアス郡歴史協会が保存して修復しており、ブラウン・カンパニーの役馬の厩舎も改修している。2012年9月15日、協会はメインズボロ・スタッド開設から100周年を祝った。
メインズボロはその最盛期には、国内最大のアラブ種馬農場だった。1919年、ブラウンは88頭の馬を所有しており、ニューハンプシャー州のこの農園を主とし、他にアイオワ州デコラやワイオミング州コーディにも所有していた。194頭の馬のブリーダーとして認証されており、アラブ種では最も知識があるブリーダーであり権威であると知られるようになった。1918年から1939年までアメリカ・アラブ種馬クラブの会長を務めた。この団体は現在アラブ種馬協会の一部になっている。

### 血統の保存
ブラウンがメインズボロを作ったとき、当時のアメリカ合衆国にいる純血アラブ種馬ほとんど全ての血統を研究した。アラブ種馬は実際には馬の中で異なる小分類にあると考えた。これは昔は普及した理論だが、当時は否定されていた。アラブ種は砂漠で開発されたとしても、ニューイングランドの厳しい冬に適応できることが分かった。
ブラウンはメインズボロを始めたときに、イングランドのクラベット・アラビアン・スタッドが養育したアラブ種馬であるアブザイドを購入していた長兄のハーバートから種牡馬を貰っていた。アブザイドはその有名な種馬メソードの最良の息子と考えられた。1912年、ハーバートがホーマー・ダベンポートの死後にダベンポートの農場から種馬を取得していた。メインズボロ・スタッドはダベンポートの農園から10頭の牝馬も取得していた。ブラウンはアブザイドをアラブ種馬の理想的な代表と考え、それが死んだときには、アメリカ自然史博物館にその骨格を寄付したくらいだった。その他にブラウンが購入した馬は、マサチューセッツ州のスペンサー・ボーデンのインターラチェン農園で飼っていた馬の大半があった。ボーデンはその馬群を処分すると決めていた。これらの馬の中には、アメリカ合衆国でも最初期に純血アラブ種馬を飼育した者であるランドルフ・ハンティントンの馬の子孫が含まれていた。ブラウンは、馬術、アラブ文化、アラブ種馬に関するボーデンの膨大な図書収集品も取得した。その中には8世紀のフルシイヤの原稿も入っていた。このような出発をした後で、海外の血統に目を向け、最終的に33頭の馬を輸入した。

### 国際購入

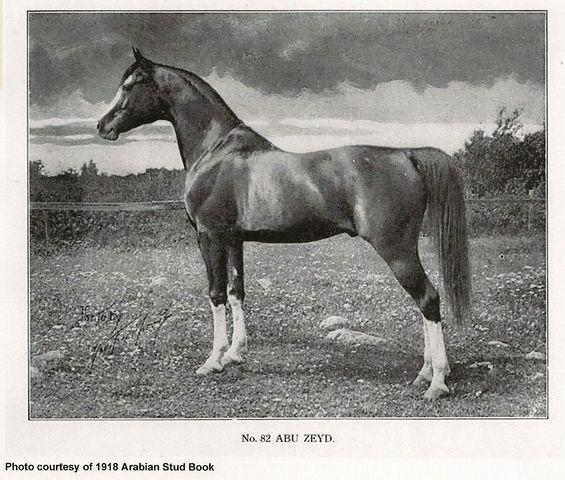
アブザイド、メインズボロの種牡馬

アメリカの多くのブリーダーがクラベット・アラビアン・スタッドから馬を購入していた。ブラウンがメインズボロを設立した当時は、アン・ブラントとウィルフリッド・スコーウェン・ブラントが所有していた。1900年代初期にはブラント家に混乱があったこともあってアメリカのブリーダーはクラベットの最良のアラブ種馬を購入できた。1906年、ブラント夫妻が別居し、1917年にはブラント夫人が死去した後、ブラントの娘ジュディス・ウェントワースが、クラベットの土地や馬についてウィルフリッドとの敵意のある広範な闘争に巻き込まれた。ウィルフリッドは債権者を宥める必要があり、1918年にクラベットの馬の多くを国際的なバイヤーに低価格で売却した。ブラウンは1918年にクラベットの馬18頭を購入し、その理由は分からないが、メインズボロに到着したのは17頭だけだった。ブラウンはその全体で2,727ポンドを払った。このとき購入した中で最も重要なのは、良く知られた種牡馬であるバークであり、アメリカで仔馬4頭に種付けしただけで死んだ。これはウィルフリッドの行動故にクラベットに最良の種牡馬を買い戻そうとしていたジュディス・ウェントワースにとって大いに困惑させられることとなった。ブラウンは1923年にもクラベット養育の馬2頭を購入したが、直接ウェントワースからではなかった。
ブラウンがメインズボロで飼育した馬の中で最も著名なクラベット飼育のものは、1909年にアメリカに来たアストラルドだった。この馬はウィルフリッド・ブラントがマサチューセッツ州のバイヤーに売ったものだったが、ニューイングランドで僅か2頭の仔馬を生ませた後に、補充馬に売られ、西に運ばれ、オレゴン州で侘しく暮らし、そこでは純血の子孫を生み出していなかった。アストラルドは最終的に1923年にブラウンが取得し、列車でこの年寄り馬をアイダホ州からニューハンプシャー州まで運ばせた。アストラルドはメインズボロで仔馬を1頭生ませただけだったが、アメリカで飼育された息子達の中にはグラストラがいた。
ブラウンは1921年にアメリカ陸軍交代馬サービスと共にヨーロッパに旅し、オーストリア、フランス、ハンガリーで多くの牧場を訪れた。帰途にはクラベットでウェントワースと会ったが、馬は買わなかった。1921年と1922年にフランスからアラブ種牝馬数頭を輸入した。これはフランスが優秀な騎兵用馬を生産しているという評判があったことも影響していた。
1929年、ブラウンはアラブ種の専門家カール・ラスワンと共に砂漠産馬を求めてエジプトとシリアに旅した。ブラウンの妻に拠れば、この二人は仲がうまくゆかず、その旅の間に購入した5頭の馬も、アメリカに渡ることはなかった。この旅の後、ブラウンは『砂漠の馬』を著しており、現在でもアラブ種馬について書かれた最良の作品だと見なされている。
1932年、その牧場のマネジャーであるジャック・ハンフリーをエジプトに送り、モハメド・アリ王子から種牡馬2頭と牝馬4頭を購入させた。この王子は馬の飼育者かつ学者として知られ、アラブ種馬を育成するための2巻の論文を出版していた。このとき購入した牝馬2頭はマールーサの娘であり、ブラウンは「今まで見た中で最も美しい牝馬」と表現していた。種牡馬は競馬で実績があったナスアとザリフェだった。

### 耐久試験と補充馬

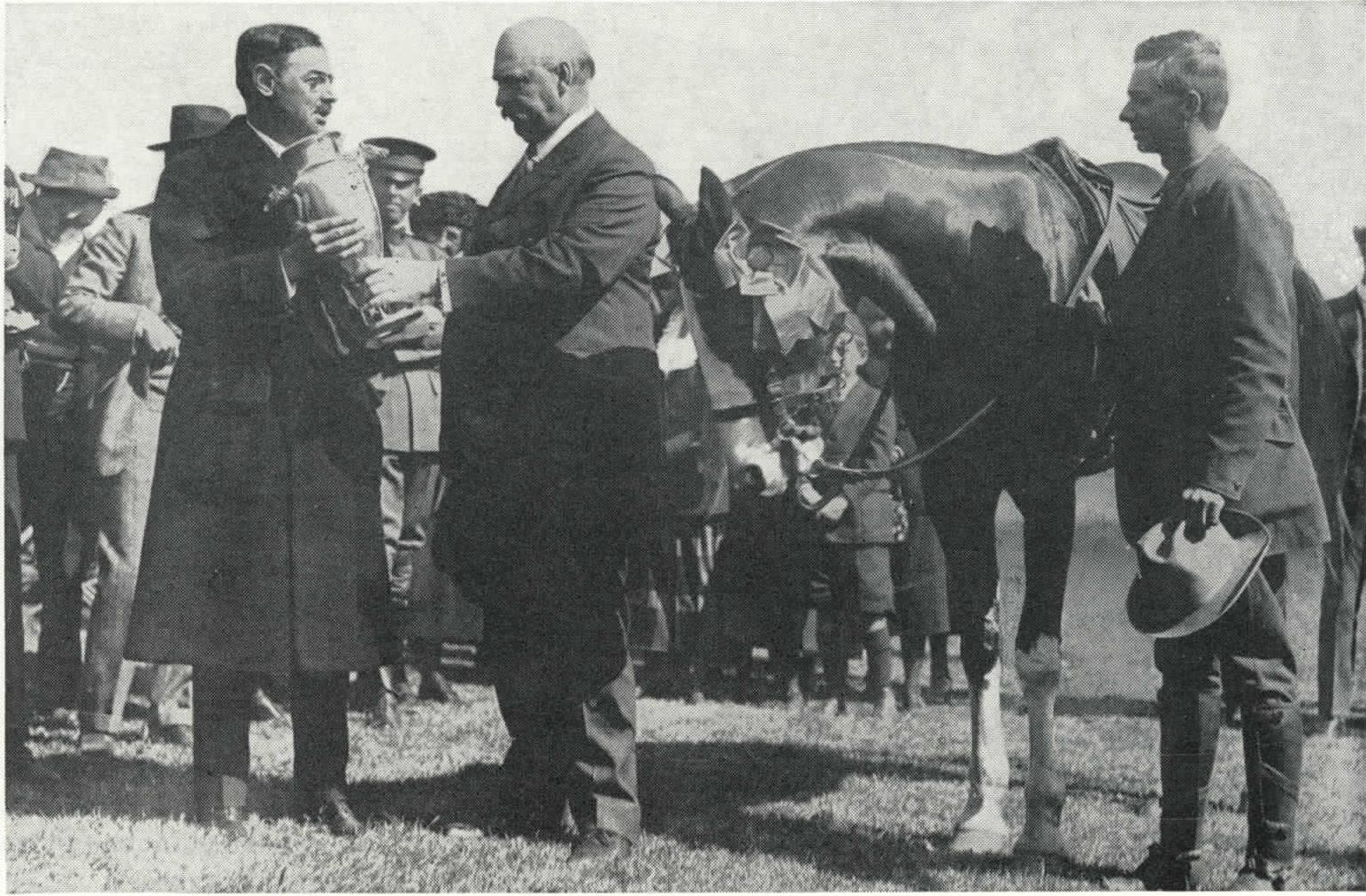
ブラウンの馬であるクラベットが1921年のアメリカ公式騎兵馬耐久騎乗で優勝した。ブラウンの馬は5年間で3度優勝し、そうすることでトロフィーを持ち帰った

ブラウンは交代馬エージェントであり、アメリカ陸軍交代馬委員会に務め、アメリカ騎兵隊に使われる馬の性能改良に関する興味がアラブ種馬を育成する動機になった可能性がある。スペンサー・ボーデンは交代馬種としてのアラブ種馬に関する興味をブラウント共有していた。ブラウンはアメリカ陸軍交代馬サービスに対して、アラブ種馬の優れた耐久性と持久力について証明しようと考え、耐久レースへのアラブ種馬の参加を積極的に奨励した。持ち馬の大半に騎乗の訓練をさせた。多くは耐久レースで使われ、少なくとも1頭はポロ・ポニーだった。
1918年、ブラウンは試験騎乗を行わせ、持ち馬のうち2頭にバーリンからメイン州ベセルまで162マイル (261 km) を移送させた。この馬は休憩を含めて31時間で走破し、悪い気象条件とぬかるみ道を、騎手と装備合わせて200ポンド (91 kg) を運んだ。その馬は、1頭が純血7歳の牝馬であるケイラであり、馬体重は900ポンド (410 kg) と、もう1頭はクレイ繋駕速歩レース馬の系統を引くスタンダードブレッド牝馬であるカールドによる半分アラブ種のラステムベイだった。ラステムベイの方がケイラより背高と馬重が大きかった。どちらも騎乗が終わった時点で獣医の検査を受け、続けて騎乗しても健全で適応できると判断され、24時間後にも特に異常が見られなかった。3頭目の馬であるハーバート・ブラウンのクラベットは、試験を監督した軍人が騎乗し、17時間で95マイル (153 km) を移動した。これらの試験結果は「ニューヨーク・タイムズ」で報告された。
1918年の試験に続いて、ブラウンは1919年に最初のアメリカ合衆国公式騎兵馬耐久騎乗の組織化に貢献し、その持ち馬の牝馬ラムラが200ポンド (91 kg) を運んで優勝した。このレースは5日間で306マイル (492 km) を移動するものだった。アメリカ合衆国交代馬サービスは1920年に馬が運ぶ重量を245ポンド (111 kg) に上げることを求め、5日間で1日平均約60マイル (97 km) 進むことを求めた。この年、アラブ種は1位にはならなかったが、どの種よりも高い平均点を獲得した。ラステムベイが2位に入った。1921年、携行重量が225ポンド (102 kg) となり、この年も5日間で300マイル (480 km) を移動するレースとなり、ブラウンのせん馬であるクラベットが優勝し、ラステムベイは3位に入った。この年、ジョッキー・クラブがアメリカ陸軍に5万ドルを寄付して最良のサラブレッド種馬を買わせたが、アラブ種馬に勝てなかった。ブラウンは1923年にもゴウヤというアングロ・アラブ種で勝利し、アメリカ合衆国交代馬サービスカップを持ち帰った。
ブラウンは交代馬サービスが所有するアラブ種牡馬を種馬として使い、長い間には、自身の種牡馬から32頭の仔馬も生ませていた。種の改良のために交配も提唱した。しかし、大きさを増すために純血種アラブ種馬を養育することは、その性能とタイプを犠牲にするという結論になった。

### 放出
ブラウンは1933年にブラウン・カンパニーの経営を維持する資金を上げるために持ち馬全てを売却した。買い主はケロッグ牧場、ロジャー・セルビー、ウィリアム・ランドルフ・ハーストのサン・シメオン・スタッド、およびJ・M・ディキンソン「将軍」のトラベラーズレスト・スタッドであり、ディキンソンはブラウンが1932年にエジプトから輸入した馬の大半を取得した。ディキンソンは1939年にザリフェをコロラド州のウェイン・ヴァン・ヴリートに転売し、ブラウンが飼育した最後の種馬だったアズカーはテキサス州の牧場に転売した。そこでアズカーは広い牧場の中の群れ種牡馬として気ままに生活するはずだったが、ブラウンのアラブ種馬の頑健さでは見本であるこの馬は、ヘンリー・ボブソンによってアラブの馬育成世界に戻されたとされている。ディキンソンは牝馬のアジザをアリス・ペインに売却し、ペインは後にラッフルズも所有した。

## 遺産

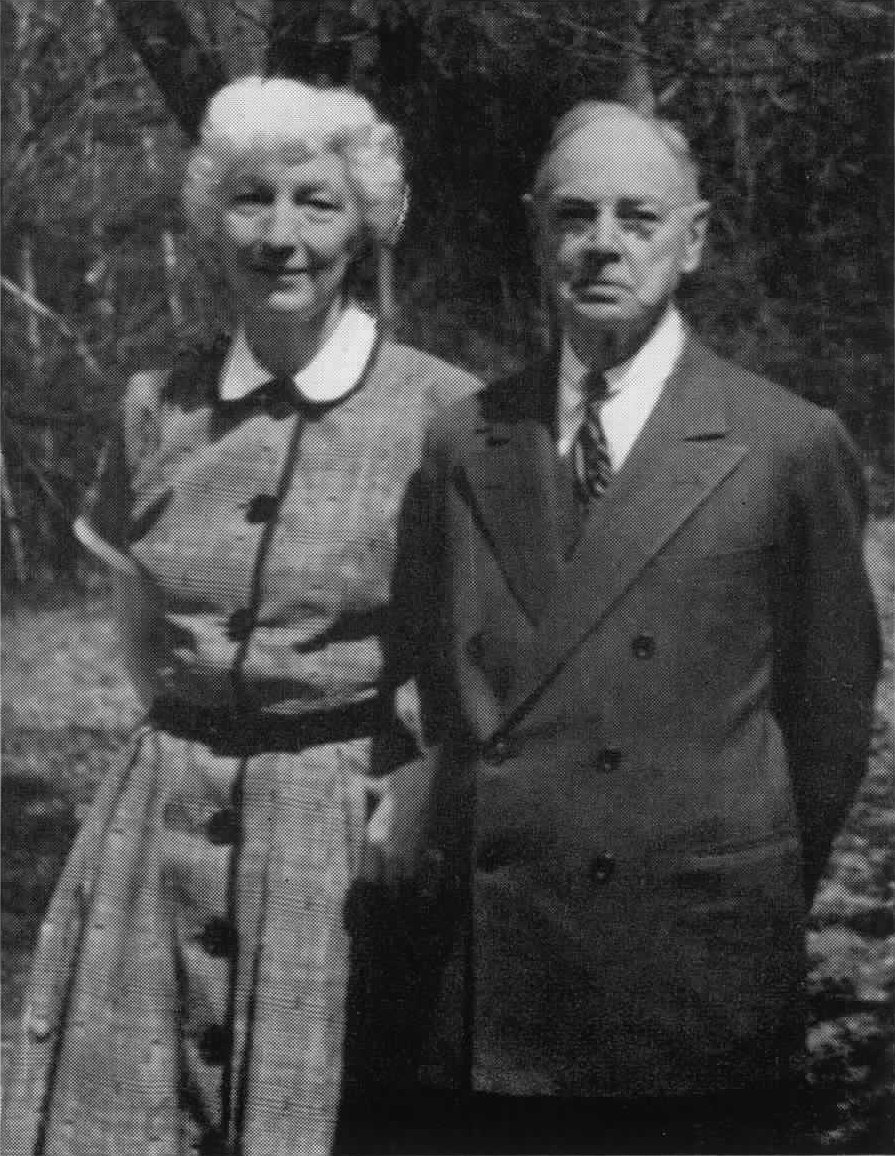
ブラウンと妻のヒルドレス、1954年

ブラウンはニューハンプシャー州の森林の景観美を保存するのが重要だと考えた。1903年から1911年、ホワイト山国立の森設立に貢献した。多くの公的活動を行った中で、公的な乗馬道を保護するための初期法制化を推進した。ニューハンプシャー州がフランコニア峠とクロウフォード峠を公有地として取得することにも貢献し、ケベック州では河川の保護団体を設立した。
アラブ種馬に関する学者としてブラウンは育種に関する膨大な書籍を収集し、国内でも最大級のものになった。その論文はアラブ種馬オーナー基金が保存している。今日「クラベット、メインズボロ、ケロッグ」を意味する「CMK」という言葉は、「国内」すなわち「アメリカ育成」のアラブ種馬の血統に対する印になっている。1800年代終盤から1900年代初期に砂漠からあるいはクラベット・パーク・スタッドからアメリカに輸入された馬の子孫であり、その後アメリカでハミディ協会、ハンティントン、ボーデン、ダベンポート、ブラウン、W・K・ケロッグ、ハースト、ディキンソンによって飼育されたことを意味している。

## 著作
ブラウンは以下の作品を著した。
- (1929). The Horse of the Desert（『砂漠の馬』） (1st ed.). Derrydale Press. OCLC 2438208 1947年再版、アラブ種馬に関する権威作品と見なされている[7]

- (1958). Our Forest Heritage: A History of Forestry and Recreation in New Hampshire（『我々の森林遺産』ニューハンプシャー州における林業の歴史とレクリエーション）. Derrydale Press. OCLC 2197078 死後出版

## 原註
1. ↑  ニューハンプシャー州林野土地庁、ニューハンプシャー州資源経済開発省の森林管理計画[36]
2. ↑  This was $13,000.00 in 1918 dollars.[64]This amount is equivalent to about £138,000 as of 2011,[64] comparing the historic opportunity cost of £2727 in 1918 with 2011, using the GDP deflator.
3. ↑  ブラウンは1916年にアン・ブラントと文通を始めており、アラブ種馬に関する彼女の愛と知識を尊敬し、「真の科学者」だと好意的に表現していた。1921年、ブラウンはウェントワースとの文通も始め、数年間で35通を超える書簡を交わした。しかし、ブラウンはアン・ブラントほどウェントワースを好まず、彼女の財産に直接評価を与えさせるのが難しいことが分かった。ウェントワースがその馬を過剰に良く評価し、他のものは厳しく批判することもあって、ブラウンは憤懣を覚えていた。彼女ができるだけ多くの馬を売りつけたいのだと考えた。彼女のつけた価格はあまりに高かった。[66]